# Fußball-Weltmeisterschaft 1990/Rumänien
Dieser Artikel behandelt die rumänische Fußballnationalmannschaft bei der Fußball-Weltmeisterschaft 1990.

## Qualifikation
| Bulgarien    | - | Rumänien     | 1:3 | Kolew 31' / Mateuț 25', Cămătaru 79' 89' |
| Rumänien     | - | Griechenland | 3:0 | Mateuț 26', Hagi 40', Sabău 84'          |
| Griechenland | - | Rumänien     | 0:0 |                                          |
| Rumänien     | - | Bulgarien    | 1:0 | G. Popescu 35'                           |
| Dänemark     | - | Rumänien     | 3:0 | Nielsen 4', Laudrup 26', Povlsen 85'     |
| Rumänien     | - | Dänemark     | 3:1 | Balint 25', 61', Sabău 38' / Povlsen 6'  |

## Rumänisches Aufgebot
| Nr.               | Name             | Verein vor WM-Beginn     | Geburtstag | Spiele   | Tore     | Gelbe Karte | Rote Karte |
| Torhüter          | Torhüter         | Torhüter                 | Torhüter   | Torhüter | Torhüter | Torhüter    | Torhüter   |
| ----------------- | ---------------- | ------------------------ | ---------- | -------- | -------- | ----------- | ---------- |
| 1                 | Silviu Lung      | Steaua Bukarest          | 09.09.1956 | 4        | 0        | 0           | 0          |
| 12                | Bogdan Stelea    | Dinamo Bukarest          | 05.12.1967 | 0        | 0        | 0           | 0          |
| 22                | Gheorghe Liliac  | Petrolul Ploiești        | 22.04.1959 | 0        | 0        | 0           | 0          |
| Abwehrspieler     |                  |                          |            |          |          |             |            |
| 2                 | Mircea Rednic    | Dinamo Bukarest          | 09.04.1962 | 4        | 0        | 0           | 0          |
| 3                 | Michael Klein    | Dinamo Bukarest          | 10.10.1959 | 4        | 0        | 1           | 0          |
| 4                 | Ioan Andone      | Dinamo Bukarest          | 15.03.1960 | 4        | 0        | 0           | 0          |
| 6                 | Gheorghe Popescu | FC Universitatea Craiova | 09.10.1967 | 4        | 0        | 0           | 0          |
| 13                | Adrian Popescu   | FC Universitatea Craiova | 26.07.1960 | 0        | 0        | 0           | 0          |
| 19                | Emil Săndoi      | FC Universitatea Craiova | 01.03.1965 | 0        | 0        | 0           | 0          |
| Mittelfeldspieler |                  |                          |            |          |          |             |            |
| 5                 | Iosif Rotariu    | Steaua Bukarest          | 27.09.1962 | 4        | 0        | 0           | 0          |
| 8                 | Ioan Sabău       | Dinamo Bukarest          | 12.02.1968 | 4        | 0        | 0           | 0          |
| 10                | Gheorghe Hagi    | Steaua Bukarest          | 05.02.1965 | 3        | 0        | 2           | 0          |
| 11                | Dănuț Lupu       | Dinamo Bukarest          | 27.02.1967 | 2        | 0        | 1           | 0          |
| 15                | Dorin Mateuț     | Dinamo Bukarest          | 05.08.1965 | 1        | 0        | 0           | 0          |
| 16                | Daniel Timofte   | Dinamo Bukarest          | 01.10.1967 | 3        | 0        | 0           | 0          |
| 20                | Zsolt Muzsnay    | Steaua Bukarest          | 20.06.1965 | 0        | 0        | 0           | 0          |
| 21                | Ioan Lupescu     | Dinamo Bukarest          | 09.12.1968 | 3        | 0        | 1           | 0          |
| Stürmer           |                  |                          |            |          |          |             |            |
| 7                 | Marius Lăcătuș   | Steaua Bukarest          | 05.04.1964 | 3        | 2        | 2           | 0          |
| 9                 | Rodion Cămătaru  | Sporting Charleroi       | 22.06.1958 | 0        | 0        | 0           | 0          |
| 14                | Florin Răducioiu | Dinamo Bukarest          | 17.03.1970 | 3        | 0        | 0           | 0          |
| 17                | Ilie Dumitrescu  | Steaua Bukarest          | 06.01.1969 | 2        | 0        | 0           | 0          |
| 18                | Gavril Balint    | Steaua Bukarest          | 03.01.1963 | 4        | 2        | 0           | 0          |
| Trainer           |                  |                          |            |          |          |             |            |
|                   | Emerich Jenei    |                          | 22.03.1937 |          |          |             |            |

## Spiele der rumänischen Mannschaft

### Vorrunde
- Sowjetunion –  Rumänien 0:2 (0:1)

Stadion: Stadio San Nicola (Bari)
Zuschauer: 42.907
Schiedsrichter: Cardellino (Uruguay)
Tore: 0:1 Lăcătuș (42.), 0:2 Lăcătuș (57.) 11m
- Kamerun –  Rumänien 2:1 (0:0)

Stadion: Stadio San Nicola (Bari)
Zuschauer: 38.687
Schiedsrichter: Silva (Chile)
Tore: 1:0 Milla (76.), 2:0 Milla (86.), 2:1 Balint (88.)
- Argentinien –  Rumänien 1:1 (0:0)

Stadion: Stadio San Paolo (Neapel)
Zuschauer: 52.733
Schiedsrichter: Silva Valente (Portugal)
Tore: 1:0 Monzón (63.), 1:1 Balint (68.)

### Achtelfinale
| 31.818 | Stadio Luigi Ferraris (Genua) | Irland | Rumänien | Wright (Brasilien) | 0:0 n. V., 5:4 n. E. | Elfmeter: Hagi getroffen Sheedy getroffen Lupu getroffen Houghton getroffen Rotariu getroffen Townsend getroffen Lupescu getroffen Cascarino getroffen Timofte gehalten O’Leary getroffen |

Irland und Rumänien verließen sich auf das Motto „Safety first“ und brachten in 120 Minuten keinen Ball über die Torlinie. Erst im Elfmeterschießen trafen die Akteure bis auf den Rumänen Timofte, der an Torwart-Oldie Bonner scheiterte und Irland somit ins Viertelfinale hievte.